# Одал
| Название                  | Пра- германское         | Древне- английское |
| ------------------------- | ----------------------- | ------------------ |
| Название                  | *Ōþalan                 | Ēðel               |
| Название                  | «наследство, имущество» |                    |
| Форма                     | Старший футарк          | Футорк             |
| Форма                     |                         |                    |
| Unicode                   | ᛟ U+16DF                | ᛟ U+16DF           |
| Транслитерация            | o                       | œ                  |
| Транскрипция              | o, ō                    | œ, oe, ōe          |
| МФА                       | [o(ː)]                  | [eː], [ø(ː)]       |
| Позиция в руническом ряду | 23 или 24               | 23 или 24          |

Одал (Отал, ᛟ) — 24-я руна старшего, 23-я руна англосаксонского и младшего рунического алфавитов.
В старшем футарке называется *Ōþalan, что на прагерманском языке означает «наследие», «родовое имущество». В ранних германских языках происходящие от того же корня слова тоже связаны с родом и наследием. Означает звуки [ɔ] и [o]
Англосаксонская руна Ēðel или Ēþel означает звуки [eː], [ø]. Название означает то же самое.
Предположительно, к этой руне может восходить готский знак othal (), однако не исключается его греческое происхождение. Сама руна, вероятно, восходит либо к северноэтрусской форме буквы o, либо к греческой омеге.
Руна использовалась в надписях в течение III—VIII веков. Она не встречается в младшем футарке, исчезнув из скандинавского ряда примерно в VI веке, но сохраняется в англосаксонском футорке и в VII—VIII веках использовалась для обозначения древнеанглийской фонемы [œ].

## Упоминания в рунических поэмах
Руна Одал упоминается в англосаксонской рунической поэме, где она называется eþel.
| Поэма           | Оригинал                                                                                                 | Перевод |
| --------------- | --- | --- |
| Англосаксонская | ᛟ Eþel byþ oferleof æghƿylcum men, gif he mot ðær rihtes and gerysena on brucan on bolde bleadum oftast. | Поместье очень дорого каждому человеку, Если он может пользоваться в своём доме Всем верным и содержащимся и в должном постоянном процветании. |

## Использование в символике Третьего рейха и неонацистами

Эмблема 23-й добровольческой моторизованной дивизии СС «Недерланд»

Руна Одал изображена на эмблеме 7-й добровольческой горнопехотной дивизии СС «Принц Евгений», 23-й добровольческой моторизованной дивизии СС «Недерланд», 14-й танковой дивизии вермахта и на флаге хорватских фольксдойче. Стилизованное изображение руны Одал использовалось на эмблеме Аненербе, а также Главного управления СС по вопросам расы и поселения.
В наше время этот символ используют неонацисты и сторонники превосходства белых из разных стран.